# Geração Bendita
Geração Bendita é um filme brasileiro produzido em 1970 e lançado originalmente em 1971, em versão cortada e logo retirada de circulação por censura do Departamento de Imprensa e Propaganda (DIP). Em 2006, foi relançado em cópia restaurada e versão estendida.

## Histórico
Na década de 1960 brasileiros e imigrantes, constituíram um grupo de 68 pessoas que se estabeleceu nos subúrbios de Nova Friburgo, Rio de Janeiro, com a intenção de criar um estilo de vida visionário baseado em viver plenamente os ideais hippies (comunidades Quiabo's e Abóbora's). O acampamento durou aproximadamente três anos. No entanto, mesmo estando distantes dos centros urbanos, as práticas e filosofia adotadas pelos hippies eram contestadas, principalmente pelas autoridades do governo.
Com a intenção de divulgar seu modo de vida, veio a oportunidade, através do apoio de diversas pessoas, para transformar esta ideologia em um longa-metragem (colorido, 32 mm), que viria a ser conhecido como "o primeiro filme hippie brasileiro" e, até onde apontam todas as pesquisas até os dias presentes, "o único filme hippie no mundo". Assim, em fins de 1970, o diretor de fotografia francês Meldy Melinger (assistente na França do cineasta Claude Deluxe, antes de imigrar para o Brasil), e Carl Kohler (da família proprietária do Hotel Sans Souci), de origem alemã, se uniram para produzir o filme, que teve como diretor Carlos Bini.

## Enredo
O enredo principal do filme narra a história do advogado Carlos (Carlos Bini), que saturado dos problemas da vida e da rotina cotidiana, revolta-se e abandona sua vida estabelecida para viver com um grupo hippie (comunidade Quiabo's). Nesse ínterim, o personagem de Bini se apaixona pela bela Sônia, interpretada pela atriz Rita de Cássia. Girando em torno desta bela história de amor, o filme mostra fielmente um pouco do modo de vida hippie na época.
Vale, ainda, ressaltar a participação da atriz Charlote Garcia, interpretando a mãe de Sônia e do ator Sebastião Gonçalves, no papel de Paulo, noivo simplório que vive um triângulo amoroso com Sônia e Carlos, personagem de Carlos Bini. Também, não menos interessante e extremamente cômico, chama a atenção o personagem interpretado por João Carlos Teixeira (advogado, poeta, ator, escritor e educador friburguense), um pregador religioso, que persegue o grupo hippie tentando a conversão destes para a sua religião.
Os demais atores foram compostos por integrantes da comunidade hippie Quiabo's, em Nova Friburgo, além de outros, inclusive alguns membros do Instituto de Música Villa-Lobos do Rio de Janeiro.
A trilha sonora do filme é fruto do trabalho banda brasileira de rock psicodélico Spectrum.

## Censura
Após a sua produção em fins de 1970, durante o Governo Emílio Médici, o filme teve sua primeira edição liberada pela Censura Federal Brasileira em 1971. Para ser aprovado o filme original foi cortado em mais de 40 minutos, o que levou a refilmagem de alguns trechos e acréscimos de novos, porém teve logo após a sua estreia a sua exibição proibida em todo o Brasil, pela mesma Censura, permanecendo praticamente inédito desde então, com raras exibições no Brasil e na Alemanha.
Finalmente, em 1973, conseguiu-se a sua aprovação, então com o título É Isso Aí, Bicho!, numa tentativa de burlar a rígida censura da época e após mais alguns cortes. Porém, em julho deste mesmo ano, o filme é novamente proibido e apreendido pela Turma de Censura e Diversões Públicas da Polícia Federal.

## Projeto de restauração e autoração do DVD
Em 2002 Carlos Doady conseguiu através de Ernani Hefner, Diretor do Museu de Arte Moderna do Rio de Janeiro, reaver os originais, que foram limpos e organizados.
Em 2003 o filme foi telecinado pela empresa Casablanca e transformado em arquivo digital. A partir deste ano, Osvandil Silveira Quimas empreendeu o trabalho de reedição do material, inclusive de resincronização de áudio, restaurado e remasterizado após por Bruno de Oliveira em seu estúdio. Foram, também, resgatadas cenas que haviam sido cortadas, reintegrando-as ao filme.
Em seguida a reedição do filme, foi autorado em DVD, que encontra-se legendado em sete línguas: português, espanhol, italiano, francês, inglês, alemão e japonês.
Este trabalho demandou três anos de esforços intensos por parte de todos envolvidos, que contavam com um mínimo de recursos financeiros e ausência de apoio externo, e, principalmente, pela empresa Light & Dreams, fundada com este objetivo por S. Quimas e Carlos Doady, responsável direta pelo projeto.